# Alexandre Vimont
Alexandre Vimont, né le 29 janvier 1822 à Issy-les-Moulineaux et mort le 7 janvier 1905 à Paris, est un peintre et graveur français.

## Biographie
Alexandre Pierre François Vimont est le fils de Alexandre César Vimont, maire d'Issy.
Élève d'Eugène Delacroix, il expose au Salon de 1846 à 1861.
En 1843, il épouse Raymonde Clémence Joséphine Scolastique Wissemans (1821-1892).
Il est préfet la Meuse de 1871 à 1873, du Cantal de 1879 à 1881, puis de l'Ariège de 1881 à 1882.
Veuf, il épouse en secondes noces Pauline Alexandrine Lecène.
Il meurt à son domicile de la rue Claude-Bernard à l'âge de 82 ans.

## Œuvres exposées aux Salons parisiens
- Descente de Croix, d'après J. Jouvenet, au Salon de 1846, gravure à la manière noire
- Dorothée, au Salon de 1850
- Tête d’enfant, au Salon de 1850
- Tête d’étude, au Salon de 1850
- Intérieur de l’atelier d’un retailleur de limes, au Salon de 1861, aquarelle

## Distinctions
- Chevalier de la Légion d'honneur (1848)
- Officier de la Légion d'honneur (1880)